# 坦桑尼亚标准轨铁路
坦尚尼亞標準軌距鐵路（Tanzania Standard Gauge Railway, SGR）是坦尚尼亞尚在建設已有部分路段營運的鐵路系統，也是東非鐵路總體計畫的一部份。除了為坦尚尼亞國內提供服務以外，也將連通鄰國盧安達、烏干達和布隆迪，並經由這些國家抵達剛果民主共和國。這個新的電氣化標準軌距鐵路系統，目標是取代過時的米軌鐵路系統。

## 概觀
本鐵路系統採用軌距1,435 毫米（4 英尺81⁄2 英寸），目的是在方便三蘭港和坦桑尼亞腹地，以及盧安達基加利和布隆迪布瓊布拉等城市之間的貨物運輸，最終目標為剛果民主共和國的戈馬。計畫中將在坦尚尼亞的姆萬扎，與烏干達的貝爾港以及首都康培拉興建中的布卡薩內陸港（Bukasa Inland Port），以渡輪運輸貨物。 本系統配合鄰國盧安達與烏干達的計畫，將使用電氣化系統。規劃客運列車時速可高達160公里，貨運列車時速則為120公里。

## 建設分期
本系統分期建設如下：

### 第一期
三蘭港－莫羅戈羅段
本期建設路線長300公里，由三蘭港至莫羅戈羅。
本段路線由土耳其的 Yapi Merkezi 和葡萄牙的 Mota-Engil 組成的財團承包。施工於 2017 年 4 月開始，Yapi Merkezi 在 YouTube 上每月發布影片展示施工進度。 該計畫的資金中有 12 億美元是由土耳其出口信貸銀行提供的貸款。  共有六個車站：三蘭港、普古（Pugu）、索加（Soga）、魯沃（Ruvu）、恩傑倫蓋雷（Ngerengere）和莫羅戈羅。預定每日往返三班列車。
電力測試完成後於2022年4月下旬進行試車，並於2024年6月14日開始客運列車營運。  

### 第二期
莫羅戈羅-馬庫托波拉（Makutopora ）段
第二期建設路線長約426公里， 從莫羅戈羅經多多馬到達辛吉達區的馬庫托波拉。 2018年9月，坦尚尼亞政府從渣打銀行獲得了14.6億美元的貸款用於此項目。 本段建設承包商與第一期建設相同。新建的車站為姆卡達（Mkata）、及羅撒（Kilosa）、及德特（Kidete）、古爾威（Gulwe）、依古恩達（Igunda）、多多馬、巴嗨（Bahi）、馬庫托波拉（Makutopora）。三蘭港、莫羅戈羅和多多馬之間的客運列車服務於 2024 年 7 月 25 日開始。

### 第三期（或稱第三期第一階段）
馬庫托波拉－塔波拉段
第三階段從馬庫托波拉到塔波拉，包括7個車站、294公里的正線，耗資19億美元，承包商為前兩期工程的 Yapi Merkezi，於 2022 年 4 月破土開工，至 2023 年已完成 67%的工程，但據報Yapi Merkezi 開始出現財務困難。 

### 第四期（或稱第三期第二階段）
塔波拉－伊薩卡段
第四期工程由塔波拉（Tabora）至伊薩卡（Isaka），長130公里，於 2022 年 8 月本路段由Yapi Merkezi承包並準備動工，於2023 年 1 月開始動工，《公民報》通報該路段的施工已經開始；至2023 年 10 月已完成 17%。

### 第五期
伊薩卡－姆萬扎段
本路段長約 341公里，從伊薩卡延伸至維多利亞湖南岸的姆萬扎市。 2021 年 1 月，報導指稱已選擇兩家中國公司：中國土木工程集團 (CCECC) 和中國鐵建 (CRCC）進行工程，工程耗資約 13 億美元，而坦尚尼亞透過中國政府獲得了13.2 億美元的資金。目前正在建設中，於2024年5月據報已完成57.08%。

### 第六期
塔波拉－基戈馬
長約 506公里，從坦噶尼喀湖東岸的塔博拉至基戈馬。坦尚尼亞政府與中國土木工程集團（CCECC）和中國鐵建（CRCC）於2022年12月20日簽署了建設合約。

### 未來計畫路線
伊薩卡-盧蘇莫（Rusumo）段
這段長約371公里的鐵路，是伊薩卡-基加利標準軌距鐵路的一部分，預算為 9.42 億美元。 2018年4月，《東非報》報道稱，世界銀行已表示願意資助伊薩卡－基加利標準軌距鐵路。
烏文扎－馬拉加拉西段
2022年1月，坦尚尼亞和蒲隆地政府簽署了興建連接兩國的鐵路的備忘錄。作為坦尚尼亞-布隆迪標準軌距鐵路的一部分，將從塔波拉-基戈馬線的烏文扎（Uvinza）興建到邊境馬拉加拉西河的180公里鐵路；在蒲隆地將由邊境城鎮穆松加蒂（Musongati）興建至首都基特加的187公里長鐵路。初始成本估計為 9 億美元。
姆特瓦拉－姆班巴灣鐵路
在2000年代開始建議興建坦尚尼亞南部連接印度洋和馬拉威湖的鐵路；於2023年11月，坦尚尼亞政府重啟該計畫，在摩洛哥舉行投資者會議上尋求資金，得到22億美元的投資意向。坦尚尼亞正在尋求總計 56 億美元的資金以及公私合作夥伴關係。新鐵路將從沿海港口姆特瓦拉（Mtwara）至馬拉威湖東岸的姆班巴灣（Mbamba Bay），全長1,000公里，沿途富含鐵礦、煤炭和石墨。預計將為 Mchuchuma 和 Liganga 計畫中的煤礦和鐵礦提供服務 。

## 資金
截至2020年2月，坦尚尼亞政府使用當地資金和短期貸款以進行前兩期的建設。
2020年2月，政府獲得了14.6億美元的銀行團貸款，用於完成國家標準軌距鐵路的前兩期工程。銀行團以渣打銀行為主導，丹麥和瑞典的出口信貸機構為主要資金來源。 前兩期建設合約總共為23.5億美元，其中9.5億美元資金由坦尚尼亞財政部提供，其餘14.5億美元由Yapı Merkez提供。
非洲開發銀行已承諾為從塔博拉（Tabora）到基戈馬（ Kigoma）的路線，以及從烏文扎（Uvinza）到布隆迪邊境的路線，提供30.5億美元資金。
2023 年 10 月，有報導指稱Yapi Merkezi 發生財務問題，正尋求 18 億美元來完成 第三與第四期工程。
2023年11月，坦尚尼亞鐵路公司（Tanzania Railways Corporation，TRC）總經理告訴媒體，已為姆特瓦拉-姆班巴灣鐵路爭取到至少22億美元投資意向。

## 費率
票價結構設計上希望既經濟又有競爭力，有經濟艙和商務艙的選擇。經濟艙以較低的價格提供基本設施，而商務艙則以較高的票價提供更高的舒適度。從達累斯薩拉姆往莫羅戈羅或多多馬的特快列車不停靠小站，票價比普通車票貴。 4歲及以下兒童免費，4歲至12歲兒童以成人票價半價計價。 旅客可在車站臨櫃購票，或是線上購票（包括網路、銀行、行動通訊支付系統如 M-Pesa）。

## 機車

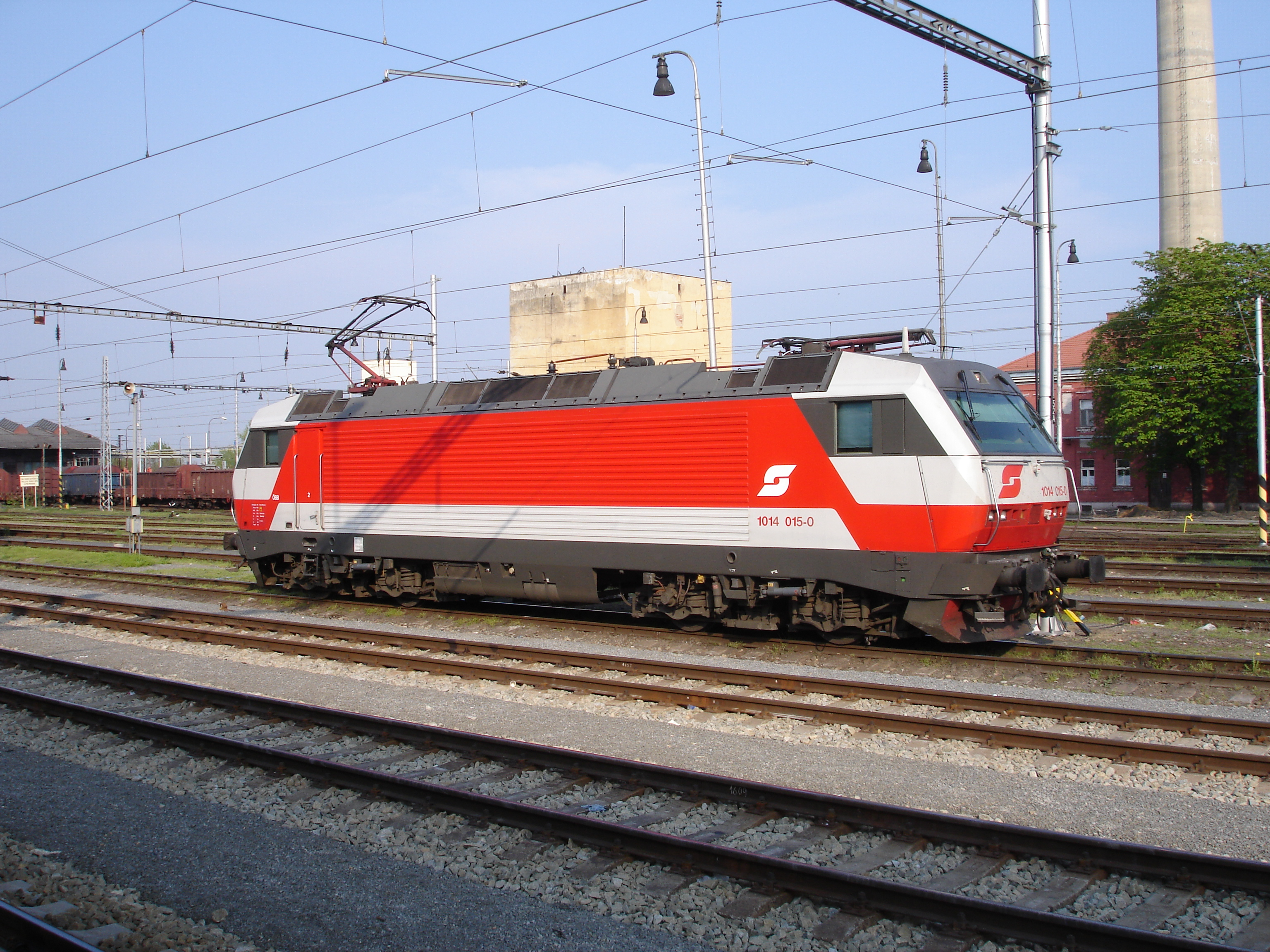
ÖBB 1014

所使用的第一輛機車是購自奧地利聯邦鐵路的 1014 型電力機車，主要用於測試。 此外，TRC 還與韓國公司 Hyundai Rotem 和 Sung Shin Rolling Stock Technology 簽約購買 17 台 SGR 機車、59 輛車廂和 10 組電聯車。 2023年12月30日，TRC接收了3輛機車和27節客車（13節商務艙和14節經濟艙客車），而電聯車將於2024年分批運抵。

### 機車
| 型式      | 相片      | 編號                | 製造年份  | 數量      | 種類      | 出力              | 製造（設計）                   | 備註                                       |
| Main Line | Main Line | Main Line           | Main Line | Main Line | Main Line | Main Line         | Main Line                      | Main Line                                  |
| --------- | --------- | ------------------- | --------- | --------- | --------- | ----------------- | ------------------------------ | ------------------------------------------ |
| 1014      |           | 1014 014            | 1993–1994 | 1         | 電力機車  | 4023 hp (3000 kW) |                                | 由Yapi-Merkezi向ÖBB 以廢鐵名義購入用於測試 |
| E6800     |           | E6800-01 – E6800-17 | 2023–     | 17        | 電力機車  | 6800 hp (5000 kW) | 現代Rotem Škoda Transportation | 已交付四輛。                               |

### 電聯車
| Model | Picture | 數量     | 製造年份 | 數量 | 種類 | 出力 | 製造（設計） | 備註                                                   |
| EMU   | EMU     | EMU      | EMU      | EMU  | EMU  | EMU  | EMU          | EMU                                                    |
| ----- | ------- | -------- | -------- | ---- | ---- | ---- | ------------ | ------------------------------------------------------ |
|       |         | EM2401 – | 2023–    | 10   | EMU  |      | 現代Rotem    | 10個編組，每編組8輛車。2024年4月交付第一個車組EM2401。 |

## 罷工
2023年8月5日，約2,000名參與鐵路工程建設的土耳其員工已有七個月沒有領到工資，舉行罷工。在坦尚尼亞的勞工經過13天的抗議，雇主終於支付未支付工資中的五個月工資，並承諾分期支付剩餘金額。罷工於8月18日結束。因拖欠工資而辭職並返回土耳其的工人，於8月14日在伊斯坦堡的Yapı Merkezi總部前開始示威。兩週後他們的靜坐以勝利告終。

## 外部連結
- OpenStreetMap上有關坦桑尼亚标准轨铁路的地理
- East African leaders push for quick deal on SGR （页面存档备份，存于） As of 26 June 2018.